# Eritrejsko gorje
Eritrejsko gorje je planinsko područje u središnjoj Eritreji. Na jugu omeđen rijekom Mareb, sjeverni je nastavak Etiopskog gorja. Regija je doživjela ogromnu deforestaciju od kolonijalnog razdoblja, koje je započelo u kasnom 19. stoljeću. Gorje je u posebnoj opasnosti od krčenja šuma i povezane erozije tla. Nadalje, regija koja se nalazi južno od Sahela posebno je izložena opasnosti od dezertifikacije i čestih suša. Gorje doživljava, kao i većina tropskih regija, dva godišnja doba; kišna sezona (kremti) traje od lipnja do rujna, dok je sušna sezona (haggai) od rujna do lipnja. Prosječna temperatura za Asmaru iznosi 2,340 m iznad razine mora, iznosi približno 16°C , ali druga mjesta se kreću od oko 10 to 25°C.

## Geografija
Eritrejsko gorje obhvaća porječje četiri velike rijeke koje teku prema Sudanu i nekoliko manjih rijeka koje teku prema eritrejskoj obali Crvenog mora. Prema Sudanu i Nilu teku rijeke Gash i Setit, dok prema Sudanu ne dolazeći do Nila teku rijeke Barka i Anseba. Istočne strmine Eritreje pokrivaju brojni mali potočići.
Najviša točka u Eritreji nalazi se u Eritrejskom gorju u Emba Soiri, 3,018 m iznad razine mora.
Mnogi vjeruju da je šumski pokrov u Eritrejskom gorju iznosio čak 30%, ali je od tada pao na 1%; međutim, drugi, uključujući Louise Latt, sugerirali su da nikada nije bilo tako dramatičnog smanjenja šumskog pokrivača.
Istočni rub gorja dramatično se spušta prema Crvenom moru što uzrokuje preklapanje dvaju klimatskih sustava. Ovo područje je poznato po višegodišnjem šumskom pokrivaču. Ovo je također regija u kojoj se uzgaja kava Merara u Eritreji.
Uvjeti tla u Eritrejskom gorju također su prilično složeni. Prevladavaju kromni, eutrični i kalcitni kambisoli jake crvene boje. Ostala tla koja se nalaze u gorju su litosoli, kserosoli i fluvisoli.